# Liste der Stolpersteine im Banskobystrický kraj

Stolperstein für Jeremias Krämer in Fiľakovo

Die Liste der Stolpersteine im Banskobystrický  kraj enthält die Stolpersteine in der slowakischen Region Banskobystrický kraj (Neusohler Landschaftsverband), die an das Schicksal der Menschen dieser Region erinnern, die von den Nationalsozialisten ermordet, deportiert, vertrieben oder in den Suizid getrieben wurden. Die Stolpersteine wurden von Gunter Demnig verlegt.
Die Stolpersteine werden auf Slowakisch pripomienkové kamene beziehungsweise pamätné kamene (beides für „Gedenksteine“), alternativ auch „Stolpersteine“, genannt.

## Verlegte Stolpersteine
Die Tabellen sind teilweise sortierbar; die Grundsortierung erfolgt alphabetisch nach dem Familiennamen.

### Banská Bystrica
In Banská Bystrica wurden an zehn Adressen insgesamt 23 Stolpersteine verlegt.
| Stolperstein | Übersetzung | Verlegeort                         | Name, Leben                                   |
| ------------ | --- | ---------------------------------- | --------------------------------------------- |
|              | HIER WOHNTE JÁN BAKOSS JG. 1895 VERHAFTET 5.1.1945 IN MARTIN ERMORDET 31.1.1945                                         | Lazovná 194/40                     | Ján Bakoss                                    |
|              | HIER LEBTE GEJZA FISCHER GEB. 1907 VERHAFTET 29.11.1944 ERMORDET 9.1.1945 IN KREMNIČKA                                  | Dolna 52/185 Banská Bystrica       | Gejza Fischer (1907–1945)                     |
|              | HIER LEBTE ALŽBETA FISCHEROVÁ GEB. 1909 VERHAFTET 29.11.1944 ERMORDET 9.1.1945 IN KREMNIČKA                             | Dolna 52/185 Banská Bystrica       | Alžbeta Fischerová (1909–1945)                |
|              | HIER WOHNTE LADISLAV GOTTHILF JG. 1901 VERHAFTET 10.11.1944 IN HARMANEC ERMORDET 20.11.1944 IN KREMNICKA                | Horná Ulica 80/23                  | Ladislav Gotthilf                             |
|              | HIER WOHNTE MICHAL GOTTHILF JG. 1937 VERHAFTET 10.11.1944 IN HARMANEC ERMORDET 20.11.1944 IN KREMNICKA                  | Horná Ulica 80/23                  | Michal Klaus Gotthilf                         |
|              | HIER WOHNTE WALTRAUT GOTTHILFOVÁ GEB. HEPNER JG. 1906 VERHAFTET 10.11.1944 IN HARMANEC ERMORDET 20.11.1944 IN KREMNICKA | Horná Ulica 80/23                  | Waltraut Eveline Gotthilfová                  |
|              | HIER WOHNTE ALEXANDER GRÄBER JG. 1890 VERHAFTET 17.11.1944 ERMORDET 20.11.1944 IN KREMNICKA                             | Horná Ulica 99/43                  | Alexander Gräber                              |
|              | HIER WOHNTE ANNA GRÄBEROVÁ JG. 1897 VERHAFTET 17.11.1944 ERMORDET 20.11.1944 IN KREMNICKA                               | Horná Ulica 99/43                  | Anna Gräberová                                |
|              | HIER WOHNTE FERDINAND KARVAŠ JG. 1892 VERHAFTET 18.12.1944 ERMORDET 9.1.1945 IN DEUTSCHLAND                             | Horná Ulica 107/55                 | Ferdinand Karvaš                              |
|              | HIER WOHNTE KAROLA KARVAŠOVÁ GEB. SKUTECKÁ JG. 1893 VERHAFTET 18.12.1944 ERMORDET 9.1.1945 IN DEUTSCHLAND               | Horná Ulica 107/55                 | Karola Karvašová                              |
|              | HIER WOHNTE DEZIDER KEME JG. 1895 VERHAFTET 11.11.1944 ERMORDET 20.11.1944 IN KREMNICKA                                 | Námestie SNP 21/21                 | Dezider Keme                                  |
|              | HIER WOHNTE KORNÉLIA KEMEOVÁ JG. 1908 VERHAFTET 11.11.1944 ERMORDET 20.11.1944 IN KREMNICKA                             | Námestie SNP 21/21                 | Kornélia Kemeová                              |
|              | HIER WOHNTE LUCIA KEMEOVÁ JG. 1931 VERHAFTET 11.11.1944 ERMORDET 20.11.1944 IN KREMNICKA                                | Námestie SNP 21/21                 | Lucia Kemeová                                 |
|              | HIER WOHNTE TEODOR ROSENBERG JG. 1925 FESTGENOMMEN ALS PARTISAN AT BREZNO HINGERICHTET 12.12.1944 IN BREZNO             | Dolná 137/4                        | Teodor Rosenberg                              |
|              | HIER WOHNTE TOMÁŠ ROSENBERG JG. 1923 FESTGENOMMEN ALS PARTISAN IN BREZNO HINGERICHTET 12.12.1944 IN BREZNO              | Dolná 137/4                        | Tomáš Rosenberg                               |
|              | HIER WOHNTE ERNEST ŠEBÖK JG. 1895 VERHAFTET 17.10.1944 ERMORDET 20.11.1944 IN KREMNICKA                                 | Dolná 160/27                       | Ernest Šebök                                  |
|              | HIER LEBTE ESTERA SZÁNTOVÁ GEB. 1896 VERHAFTET 22.1.1945 ERMORDET 19.2.1945 IN KREMNIČKA                                | Rudlovská cesta 21 Banská Bystrica | Estera Szántóvá (1896–1945)                   |
|              | HIER LEBTE EVA SZÁNTOVÁ GEB. 1925 VERHAFTET 22.1.1945 ERMORDET 19.2.1945 IN KREMNIČKA                                   | Rudlovská cesta 21 Banská Bystrica | Eva Szántová (1925–1945)                      |
|              | HIER LEBTE FERDINAND SZÁNTÓ GEB. 1909 VERHAFTET 22.1.1945 ERMORDET 19.2.1945 IN KREMNIČKA                               | Rudlovská cesta 21 Banská Bystrica | Ferdinand Szántó (1909–1945)                  |
|              | HIER LEBTE JÁN VANČO GEB. 1891 VERHAFTET 6.11.1944 ERMORDET 19.12.1944 IN KREMNIČKA                                     | Lazovná ulica 49 Banská Bystrica   | Ján Vančo (1891–1944)                         |
|              | HIER LEBTE JÁN VANČO GEB. 1923 VERHAFTET 7.11.1944 ERMORDET 19.12.1944 IN KREMNIČKA                                     | Lazovná ulica 49 Banská Bystrica   | Ján Vančo (1923–1944)                         |
|              | HIER LEBTE PAVEL VANČOV GEB. 1924 VERHAFTET 7.11.1944 ERMORDET 19.12.1944 IN KREMNIČKA                                  | Lazovná ulica 49 Banská Bystrica   | Pavel Vančov (1924–1944)                      |
|              | HIER LEBTE ANNA VANČOVÁ GEB. SPRATEKOVÁ GEB. 1895 VERHAFTET 7.11.1944 ERMORDET 19.12.1944 IN KREMNIČKA                  | Lazovná ulica 49 Banská Bystrica   | Anna Vančová (1895–1944), geborene Sprateková |

### Banská Štiavnica
In Banská Štiavnica wurden an drei Adressen insgesamt sieben Stolpersteine verlegt.
| Stolperstein | Übersetzung | Verlegeort                            | Name, Leben                                      |
| ------------ | --- | ------------------------------------- | ------------------------------------------------ |
|              | HIER LEBTE ALEXANDER BAROK JG. 1915 VERHAFTET 1942 DEPORTIERT NACH SOBIBOR ERMORDET AM 9.9.1942                 | Namesti sv Troijce Banská Štiavnica   | Alexander Barok (1915–1942)                      |
|              | HIER LEBTE ANDREJ BAROK JG. 1909 VERHAFTET 1942 DEPORTIERT NACH SOBIBOR ERMORDET AM 9.9.1942                    | Namesti sv Troijce Banská Štiavnica   | Andrej Barok (1909–1942)                         |
|              | HIER LEBTE REGINA BAROKOVÁ GEB. DEUTSCHOVÁ JG. 1887 VERHAFTET 1942 DEPORTIERT NACH SOBIBOR ERMORDET AM 9.9.1942 | Namesti sv Troijce Banská Štiavnica   | Regina Baroková, geborene Deutschová (1887–1942) |
|              | HIER LEBTE PHMR. JOZEF HOROWITZ GEB. 1892 DEPORTIERT 1944 NACH AUSCHWITZ ERMORDET 1944                          | Andreja Kmeťa 125/13 Banská Štiavnica | Jozef Horowitz (1892–1944) war Apotheker         |
|              | HIER LEBTE MÁRIA HOROWITZ GEB. LISSAUEROVÁ GEB. 1892 DEPORTIERT 1944 NACH THERESIENSTADT BEFREIT                | Andreja Kmeťa 125/13 Banská Štiavnica | Mária Horowitz, geborene Lissauerová (1900-)     |
|              | HIER LEBTE MELÁNIA WELWARD GEB. GOLDNER JG. 1896 VERHAFTET 1944 DEPORTIERT NACH DUBNITZ AN DER WAAG BEFREIT     | Kammerhofská Banská Štiavnica         | Melánia Welward, geborene Goldner (1896-)        |
|              | HIER LEBTE RUDOLF WELWARD JG. 1892 VERHAFTET 1944 DEPORTIERT NACH NOVÁK, DUBNITZ AN DER WAAG BEFREIT            | Kammerhofská Banská Štiavnica         | Rudolf Welward (1892-)                           |

### Brezno
In Brezno wurden an drei Adressen insgesamt sechs Stolpersteine verlegt.
| Stolperstein | Übersetzung | Verlegeort                                          | Name, Leben                 |
| ------------ | --- | --------------------------------------------------- | --------------------------- |
|              | HIER LEBTE ERNA FASSEL GEB. 1878 DEPORTIERT 1942 NACH SOBIBOR DORT ERMORDET                                                 | Námestie generála Štefánika 49/41 Brezno            | Erna Fassel (1878–1942)     |
|              | HIER WOHNTE GEJZA HAJÓŠ JG. 1893 DEPORTIERT 1942 NACH NOVÁKY UND IN ANDERE KONZENTRATIONSLAGER ERMORDET 7.4.1945 IN EBENSEE | Československej armády 2298/59 (rechts vom Gebäude) | Gejza Hajóš                 |
|              | HIER LEBTE EMIL MITTELMANN GEB. 1898 DEPORTIERT 1942 NACH NOVÁK NACH LUBLIN ERMORDET 1943                                   | Námestie generála Štefánika 30/25 Brezno            | Emil Mittelmann (1898–1943) |
|              | HIER WOHNTE HUGO MITTELMANN JG. 1896 VERHAFTET 27.3.1942 DEPORTIERT 1942 NACH TREBILNKA DORT ERMORDET                       | Námestie generála Štefánika 49                      | Hugo Mittelmann             |
|              | HIER WOHNTE ALICA MITTELMANNOVÁ JG. 1926 DEPORTIERT 1942 NACH SOBIBOR DORT ERMORDET                                         | Námestie generála Štefánika 49                      | Alica Mittelmannová         |
|              | HIER WOHNTE ŠALOTA MITTELMANNOVÁ JG. 1901 DEPORTIERT 1942 NACH SOBIBOR DORT ERMORDET                                        | Námestie generála Štefánika 49                      | Šarlota Mittelmannová       |

### Fiľakovo
In Fiľakovo wurde bisher ein Stolperstein verlegt.
| Stolperstein | Übersetzung                                                                           | Verlegeort    | Name, Leben     |
| ------------ | ------------------------------------------------------------------------------------- | ------------- | --------------- |
|              | HIER WOHNTE KRÄMER JEREMIÁS JG. 1876 DEPORTIERT 1944 INS KONZENTRATIONSLAGER ERMORDET | Hlavná 649/23 | Jeremiás Krämer |

### Halič
In Halič wurden bisher fünf Stolpersteine an einer Adresse verlegt.
| Stolperstein | Übersetzung | Verlegeort  | Name, Leben              |
| ------------ | --- | ----------- | ------------------------ |
|              | HIER WOHNTE ERNEST STERNLICHT JG. 1890 DEPORTIERT 1.5.1944 ERMORDET IN MAUTHAUSEN                                                                                       | Mieru 43/41 | Ernest Sternlicht        |
|              | HIER WOHNTE ERVIN STERNLICHT JG. 1928 DEPORTIERT 1.5.1944 ERMORDET IN MAUTHAUSEN                                                                                        | Mieru 43/41 | Richard Ervin Sternlicht |
|              | HIER WOHNTE SAMUEL STERNLICHT JG. 1923 DEPORTIERT 1944 ARBEITSLAGER IN UNGARN BEFREIT ÜBERLEBTE                                                                         | Mieru 43/41 | Samuel Sternlicht        |
|              | HIER WOHNTE MARGITA STERNLICHTOVÁ JG. 1900 DEPORTIERT 1944 NACH AUSCHWITZ NACH RAVENSBRÜCK NACH BERGEN-BELSEN NACH THERESIENSTADT BEFREIT ÜBERLEBTE                     | Mieru 43/41 | Margita Sternlichtová    |
|              | HIER WOHNTE VERUŠKA STERNLICHTOVÁ JG. 1925 DEPORTIERT 1944 NACH AUSCHWITZ NACH RAVENSBRÜCK NACH BERGEN-BELSEN NACH THERESIENSTADT BEFREIT STARB AN DEN FOLGEN 30.9.1945 | Mieru 43/41 | Veruška Sternlichtová    |

### Lučenec
In Lučenec wurden bisher zwei Stolpersteine an einer Adresse verlegt.
| Stolperstein | Übersetzung                                                                                       | Verlegeort             | Name, Leben    |
| ------------ | ------------------------------------------------------------------------------------------------- | ---------------------- | -------------- |
|              | HIER WOHNTE JAKUB KLEIN JG. 1878 DEPORTIERT IN 1944 NACH AUSCHWITZ DORT ERMORDET                  | Martina Rázusa 1247/95 | Jakub Klein    |
|              | HIER WOHNTE MÁRIA KLEINOVÁ GEB. KORNFELD JG. 1880 DEPORTIERT IN 1944 NACH AUSCHWITZ DORT ERMORDET | Martina Rázusa 1247/95 | Mária Kleinová |

### Ratková
In Ratková wurde bisher ein Stolperstein verlegt.
| Stolperstein | Übersetzung                                                                                 | Verlegeort                          | Name, Leben      |
| ------------ | ------------------------------------------------------------------------------------------- | ----------------------------------- | ---------------- |
|              | HIER WOHNTE L'UDOVÍT GRÜNFELD JG. 1890 DEPORTIERT 15.5.1942 ERMORDET 24.6.1944 IN TREBLINKA | Haus ohne Nummer (neben Ratková 41) | Ľudovít Grünfeld |

### Tornaľa
In Tornaľa wurde bisher ein Stolperstein verlegt.
| Stolperstein | Übersetzung                                                                        | Verlegeort             | Name, Leben    |
| ------------ | ---------------------------------------------------------------------------------- | ---------------------- | -------------- |
|              | HIER WOHNTE DR. ROTHMAN SÁNDOR JG. 1890 ZWANGSARBEIT ERMORDET 16.10.1944 PUSZTAVÁM | Ecke Hurbanova/Štúrova | Sándor Rothman |

## Verlegedaten

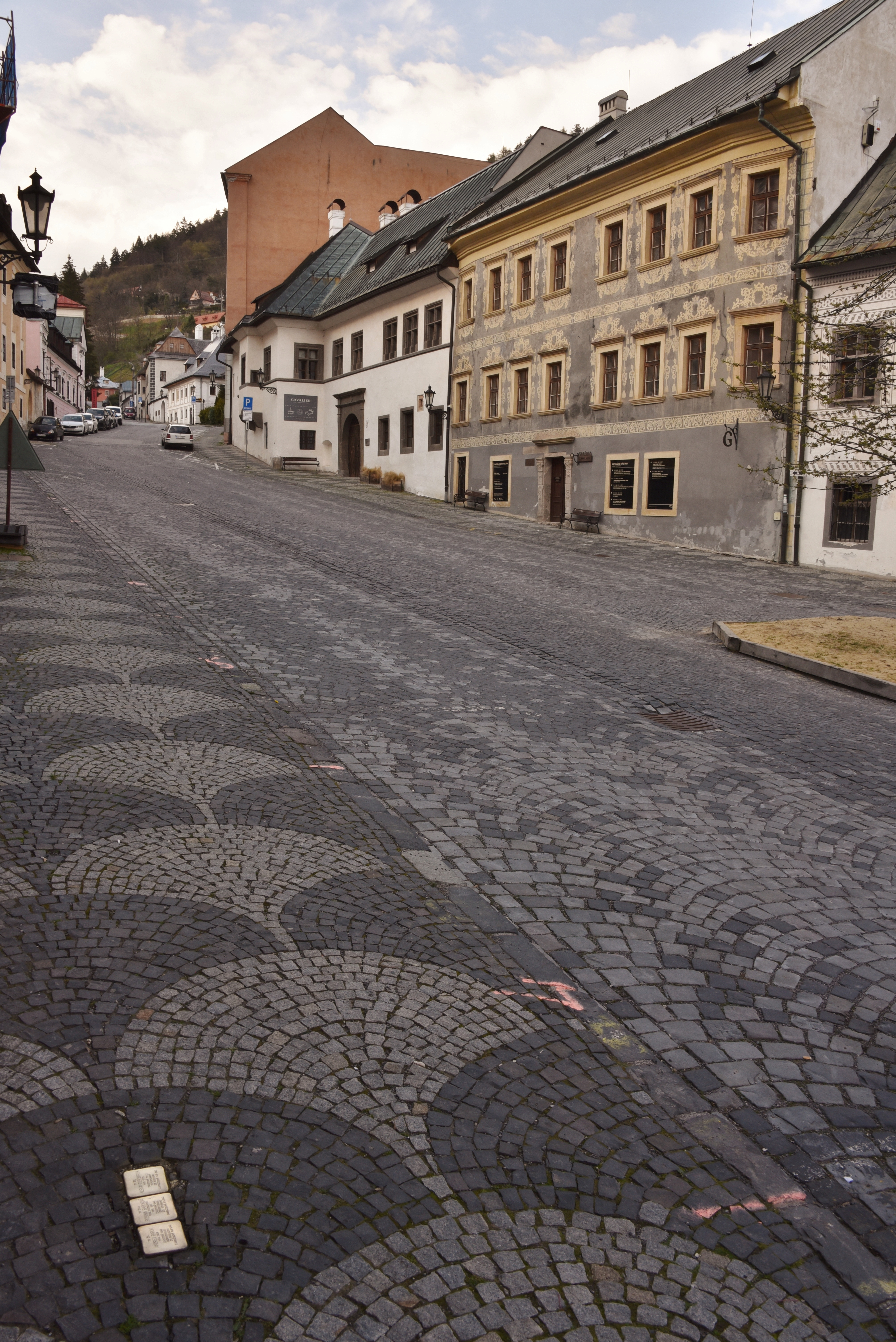
Stolpersteine in Banská Štiavnica

Die Stolpersteine im Banskobystrický kraj wurden an folgenden Daten verlegt:
- 31. Oktober 2012: Banská Bystrica (Dolná 160/27, Námestie SNP 21/21)[6], Brezno (Námestie generála Štefánika 49/41, ohne Erna Fassel)[7]
- 22. Juli 2013: Banská Bystrica (Horná Ulica 107/55, Lazovná 194/40)[8], Halič
- 18. September 2014: Banská Bystrica, Lučenec, Ratková
- 7. August 2015: Brezno (Československej armády 2298/59), Tornaľa
- 8. August 2015: Banská Bystrica (Horná Ulica 23)[9]
- 8. August 2016: Banská Bystrica (Dolna Ulica 4), Fiľakovo
- 17. September 2017: Brezno (Námestie generála Štefánika 30/25)
- 6. November 2021: Banská Bystrica (Lazovna ulica 49)
- 20. Dezember 2021: Brezno (Erna Fassel)
- 11. Juli 2023: Banská Štiavnica (Andreja Kmeťa 125/13), vom Künstler persönlich verlegt
- ungeklärt Banská Bystrica (Dolna 52/185)